# Festival internazionale Cinema giovani 1982
La 1ª edizione del Festival internazionale Cinema giovani si è svolta a Torino dal 25 settembre al 3 ottobre 1982.
I direttori di questa edizione sono stati Ansano Giannarelli e Gianni Rondolino. Questa edizione consisteva di due sezioni: Tematiche giovanili e Opere prime. A contorno di queste due sezioni vi era: una sezione Anteprime; una Personale di Amos Poe, autore cinematografico new wave; una Retrospettiva - Il cinema italiano che oggi ha vent'anni. Opere prime 1958-1967, raccolta di opere prime di registi italiani; una sezione Testimonianze: Alberto Lattuada e Giuseppe De Sanctis e un omaggio a István Szabó.

## Sezioni

### Tematiche giovanili
- À toute allure, regia di Robert Kramer (1982) - Francia
- Farsi uomo. Oltre la droga, regia di Maricla Boggio (1982) - Italia
- Felicità ad oltranza, regia di Paolo Quaregna (1982) - Italia
- Runaway America, regia di Silvano Agosti e Peter Amos (1981) - Italia
- Some of Us Looking at the Stars, regia di Alberto Chiantaretto e Daniele Pianciola (1982) - Italia
- La vela incantata, regia di Gianfranco Mingozzi (1982) - Italia
- Finyé, regia di Souleymane Cissé (1982) - Regno Unito e Francia
- No alla pista ovest. Una regione si difende (Keine Startbahn West. Eine Region wehrt sich), regia di Thomas Frickel, Regine Heuser, Gunter Oehme, Wolfgang Schneider, Rolf Silber e Michael Smeaton (1981) - Germania
- Prima dei padri muoiono i figli (Vor den Vätern sterben die Söhne), regia di Claudia Holldack (1981) - Francia
- Forty Deuce regia di Paul Morrissey (1982) - Stati Uniti d'America
- Mormorii in classe (Klassengeflüster), regia di Nino Jacusso e Franz Rickenbach (1981) - Svizzera
- L'erede diretta (Naslednica po prjamoj'), regia di Sergei Solov'ev (1982) - Argentina

### Opere prime
- WEnd Kûuni, regia di Gaston J.M. Kabore (1982) - Bosnia ed Erzegovina
- Tormenta, regia di Uberto Molo (1981) - Brasile
- No eran nadie, regia di Sergio Bravo-Ramos (1980 - Italia e Canada
- A occhi aperti (Oyoon la tanam), regia di Raafat El Mihi (1981) - Italia e Germania
- Clémentine Tango, regia di Caroline Roboh (1981) - Francia
- Les filles héréditaires, regia di Marie-Christine Questerbert, Viviane Berthommier e Danièle Dubroux (1982) - Francia
- Traveller, regia di Joe Comerford (1981) - Giappone
- Fuori dal giorno, regia di Paolo Bologna (1982) - Italia
- Processo a Caterina Ross, regia di Gabriella Rosaleva (1982) - Italia
- Le onde (Golven), regia di Annette Apo (1982) - Italia e Francia
- The Mediterranean, regia di Yan Nascimbene (1981) - Stati Uniti d'America
- Who Shall Live and Who Shall Die?, regia di Laurence Jarvik (1981) - Stati Uniti d'America
- La sorgente (Rodnik), regia di Arkadij Sirenko (1981) - Argentina

### Anteprime
- Mourir à trente ans, regia di Romain Goupil (1982) - Francia
- Peccato che il cemento non bruci (Schade, dass Beton nicht brennt), regia di Gruppo November-Film (1981) - Francia
- Rolling Stones, regia di Hal Ashby (1982) - Stati Uniti d'America (distribuito con il titolo Let's Spend the Night Together)
- Summer Lovers, regia di Randal Kleiser (1982) - Stati Uniti d'America
- The Wall, regia di Alan Parker (1982) - Stati Uniti d'America

### Personale di Amos Poe
- Blank Generation, regia di Amos Poe e Ivan Kral (1976) - Stati Uniti d'America
- Unmade Beds, regia di Amos Poe (1976) - Stati Uniti d'America
- The Foreigner, regia di Amos Poe (1977) - Stati Uniti d'America
- Subway Riders, regia di Amos Poe (1980) - Stati Uniti d'America

### Spazio aperto
- Koncert, regia di István Szabó - cortometraggio (1963) - Austria
- Variaciok egy témara, regia di István Szabó - cortometraggio (1961) - Austria
- Te, regia di István Szabó - cortometraggio (1963) - Austria
- L'età delle illusioni (Almodozások Kora), regia di Istvan Szabo (1964) - Austria

### Testimonianze: Alberto Lattuada e Giuseppe De Sanctis
- Giacomo l'idealista, regia di Alberto Lattuada (1943) - Italia
- Caccia tragica, regia di Giuseppe De Santis (1947) - Italia

### Retrospettiva - Il cinema italiano che oggi ha vent'anni. Opere prime 1958-1967
- Camping, regia di Franco Zeffirelli (1957)
- El pisito, regia di Marco Ferreri (1958)
- La sfida, regia di Francesco Rosi (1958)
- I ladri, regia di Lucio Fulci (1959)
- La lunga notte del '43, regia di Florestano Vancini (1960)
- La maschera del demonio, regia di Mario Bava (1960)
- Le pillole di Ercole, regia di Luciano Salce (1962)
- Il rossetto, regia di Damiano Damiani (1960)
- Space men, regia di Antonio Margheriti (1960)
- Il tempo si è fermato, regia di Ermanno Olmi (1959)
- Accattone, regia di Pier Paolo Pasolini (1961)
- L'assassino, regia di Elio Petri (1961)
- Banditi a Orgosolo, regia di Vittorio De Seta (1961)
- Il colosso di Rodi, regia di Sergio Leone (1961)
- Giorno per giorno disperatamente, regia di Alfredo Giannetti (1961)
- Le italiane e l'amore, regia di Autori vari (1961)
- Laura nuda, regia di Nicolò Ferrari (1961)
- Leoni al sole, regia di Vittorio Caprioli (1961)
- Il mantenuto, regia di Ugo Tognazzi (1961)
- Le svedesi, regia di Gian Luigi Polidoro (1960)
- Tiro al piccione, regia di Giuliano Montaldo (1961)
- Arrivano i titani, regia di Duccio Tessari (1962)
- L'avventura di un soldato (episodio di L'amore difficile), regia di Nino Manfredi (1962)
- La commare secca, regia di Bernardo Bertolucci (1962)
- I nuovi angeli, regia di Ugo Gregoretti (1962)
- Una storia milanese, regia di Eriprando Visconti (1962)
- Un uomo da bruciare, regia di Paolo e Vittorio Taviani e Valentino Orsini (1962)
- Una vita violenta, regia di Brunello Rondi e Paolo Heusch (1962)
- I basilischi, regia di Lina Wertmüller (1963)
- La bella di Lodi, regia di Mario Missiroli (1963)
- Chi lavora è perduto, regia di Tinto Brass (1963)
- Luciano, una vita bruciata, regia di Gian Vittorio Baldi (1962)
- Il mare, regia di Giuseppe Patroni Griffi (1962)
- Pelle viva, regia di Giuseppe Fina (1962)
- Un tentativo sentimentale, regia di Pasquale Festa Campanile e Massimo Franciosa (1963)
- Il terrorista, regia di Gianfranco De Bosio (1963)
- La fuga, regia di Paolo Spinola
- Se permettete parliamo di donne, regia di Ettore Scola (1964)
- I pugni in tasca, regia di Marco Bellocchio (1965)
- Sette pistole per i MacGregor, regia di Franco Giraldi (1966)
- West and soda, regia di Bruno Bozzetto - film d'animazione (1965)
- Andremo in città, regia di Nelo Risi (1966)
- Francesco d'Assisi, regia di Liliana Cavani (1966)
- Fumo di Londra, regia di Alberto Sordi (1966)
- Il giardino delle delizie, regia di Silvano Agosti (1967)
- Se sei vivo spara, regia di Giulio Questi (1967)
- Trio, regia di Gianfranco Mingozzi